# Stazione di Via Emilia
La stazione di Via Emilia era una fermata ferroviaria posta sulla linea Castel Bolognese-Riolo Bagni. Posta all'incrocio con la Via Emilia, serviva i quartieri occidentali di Castel Bolognese.

## Storia
La fermata fu in esercizio come l'intera linea dal 1914 al 1933; l'ex fabbricato viaggiatori è oggi adibito ad abitazione.